# 德华楼
德华楼原稱德华酒楼，是總部位於中國湖北省武漢市的一家餐飲連鎖店。招牌為包子、年糕、饺子。

## 歷史
1924年，天津人李焕庭在汉口开办了德华楼，後來李焕庭離開武漢，德華樓停業。1931年，陈世荣等人在現今的汉口中山大道又開辦一家德华楼。不久汉口遭受水灾，德华楼停业。1932年由原股东之一陈大友接手，德华楼继续开业，更名天津德华酒楼。 之后不到二年天津德华酒楼歇业。 1934年，辛品珊、周秉山两人再度开业。武汉會戰后，飯店停業。1945年中國抗日戰爭結束后，飯店营业，不久又歇业了。1947年再度開业。1956年飯店公私合营。
1956年实行公私合营。文革期间改名京津餐馆。1979年，恢复德华酒楼舊稱。2002年後更名為德华楼。2015年被认定为湖北老字号。2021年，德华楼包子制作技艺入选江汉区非遗名录，2022年，年糕制作技艺入选武漢市级非遗名录。